# 1506 год в науке
В 1506 году были различные научные и технологические события, некоторые из которых представлены ниже.

## Астрономия
- Николай Коперник начал свой основной труд «О вращении небесных сфер» (лат. De revolutionibus orbium coelestium), который был опубликован в 1543 году, в год смерти автора.

## Географические открытия
- Португальский мореплаватель Тристан да Кунья открыл архипелаг, носящий его имя, Тристан-да-Кунья.

## Скончались
- 20 мая — Христофор Колумб, итальянский мореплаватель (род. 1451).